# Scarlett Curtis
Scarlett Kate Freud Curtis (Londres, 21 de juny de 1995) és una escriptora i activista britànica.

## Trajectòria
Curtis és filla de la locutora Emma Freud i del guionista Richard Curtis. Va començar la seva carrera com a blocaire i va escriure per The Guardian, Elle Magazine, The Times i The Daily Telegraph. Fou també la columnista 'Gen-Z' del Sunday Times Style de 2016 a 2018. El 2017, va fundar el col·lectiu activista feminista The Pink Protest. Aquest moviment, juntament amb Amika George, van organitzar la campanya #FreePeriods per combatre la pobresa en relació amb la menstruació. També van fer campanya juntament amb l'activista Nimco Ali en contra de la mutilació genital femenina, i van aconseguir incloure-la en la Llei de la Infància.
El 2018, Curtis va fer la tria de l'antologia de Penguin Feminists Don't Wear Pink & another lies, una col·lecció d'assaigs de 52 dones sobre què significa el feminisme per a elles. S'hi inclouen assaigs de Keira Knightley, Alaa Murabit, Saoirse Ronan i altres. Tots els beneficis del llibre van ser per a l'organització benèfica de les United Nations charity Girl Up. Feminists Don't Wear Pink & other lies es va convertir en un èxit de vendes del Sunday Times durant dues setmanes consecutives després de la seva publicació.
El llibre també va guanyar el 2018 el National Book Award for Young Adult Book of the Year i fou nominat el 2019 pel British Book Award. El llibre va arribar als titulars nacionals quan Sir Philip Green va desplegar una exposició a la botiga Topshop Oxford Circus que es va prestar a la promoció. Curtis va promoure el hashtag #PinkNotGreen després de l'esdeveniment. El 2019 va fer la tria de l'antologia de Penguin It's Not OK to Feel Blue & other lies; una col·lecció d'assaigs de 74 persones sobre què significa la salut mental per a elles.
Curtis també és la presentadora del podcast Feminists Don't Wear Pink.

## Reconeixements
El novembre de 2019, Curtis va rebre el segon premi anual Changemaker per a joves activistes d'Equality Now. A més, va ser una de les dones reconegudes com més influents del món per la BBC en el seu 100 Dones de 2019.